# (731) Сорга
(731) Сорга (лат. Sorga) — астероид главного пояса, который принадлежит к тёмному спектральному классу D. Он был открыт 11 февраля 1912 года немецким астрономом Адамом Массингером в обсерватории Хайдельберг и назван в честь индонезийской богини небес.

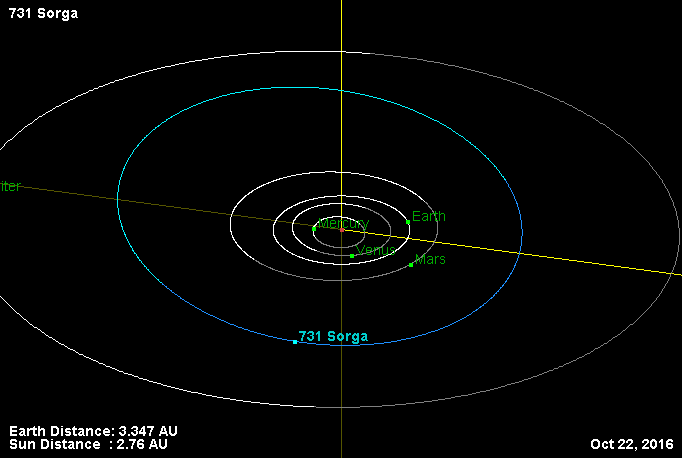
Орбита астероида Сорга и его положение в Солнечной системе